# Eni
Eni S.p.A. (acrónimo de Ente nazionale idrocarburi; literalmente, «Corporación nacional de hidrocarburos») es una empresa multinacional energética italiana. Fue creada por el gobierno de Italia en 1953 como empresa pública, propiedad del Estado italiano y fue luego convertida en sociedad anónima en 1992. Posteriormente el Estado italiano ha ido vendiendo parte importante del capital accionario en cinco fases —entre los años 1995 y 2001—, pero conservando una participación superior al 30% y manteniendo asimismo el control efectivo de la empresa, reservándose el derecho de nombrar al presidente y al administrador delegado. Actualmente, cotiza sus acciones en la Bolsa de Italia y en la Bolsa de Nueva York.
Su primer presidente fue Enrico Mattei. En 2024, Eni está presente alrededor de 64 países con 32.492 empleados. Desde el 10 de mayo de 2023 el presidente de Eni es Giuseppe Zafarana.

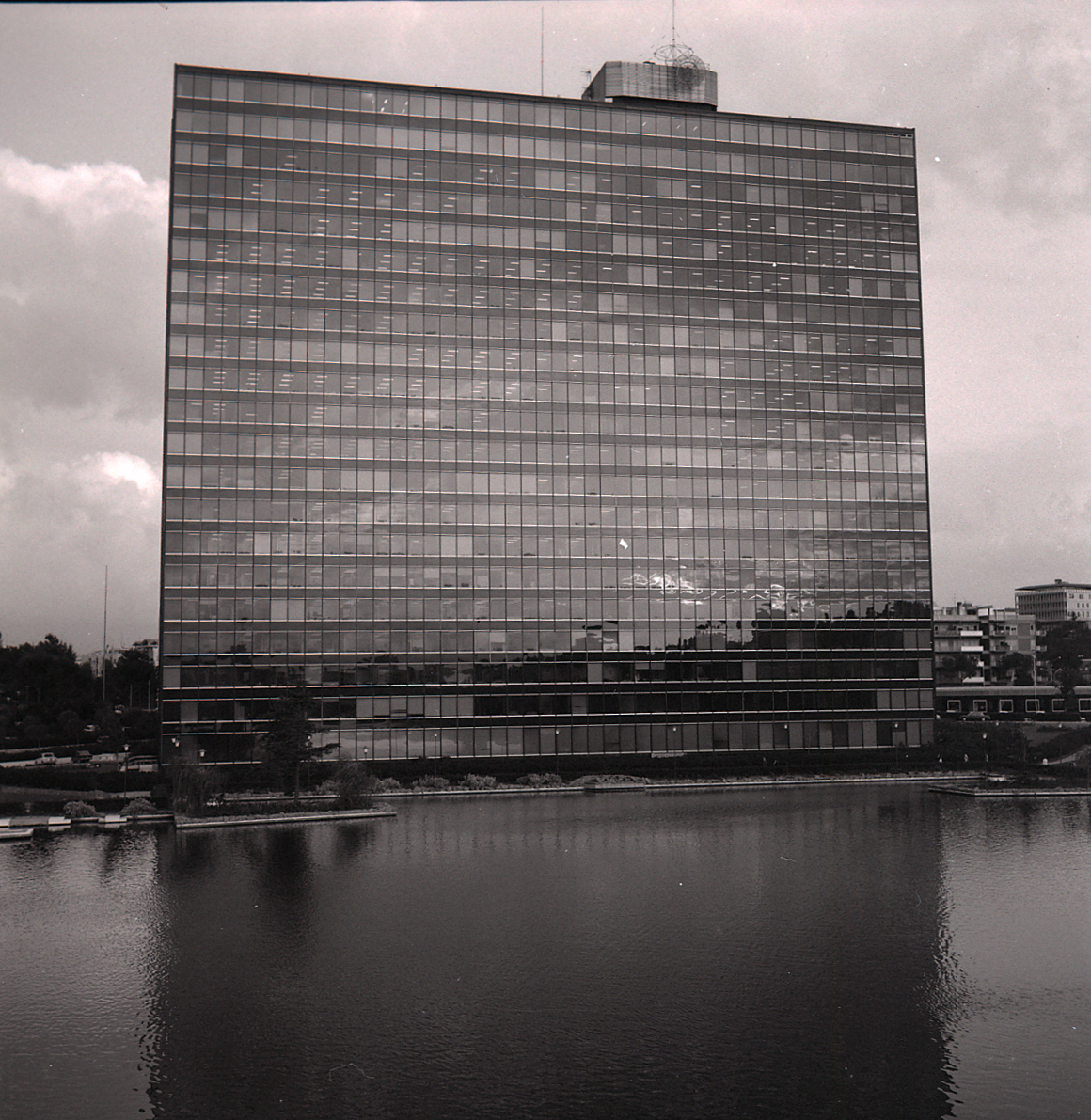
Palacio ENI, Roma, construido 1959-1962. Foto por Paolo Monti, 1967.

## Historia
Eni fue fundada en 1953 a partir de una empresa existente, Agip, que fue creada en 1926 con el objetivo de explorar yacimientos petrolíferos, adquirir y comercializar petróleo y derivados.
A partir de 1954, Eni adquirió amplios derechos de exploración en el norte de África, especialmente en Egipto.
El 27 de octubre de 1962, el avión de Enrico Mattei, presidente de Eni, explotó misteriosamente cerca de Bascapè, Italia. 
Durante los años siguientes, Eni firmó nuevos contratos de riesgo compartido con empresas extranjeras para suministrar petróleo crudo de Egipto a Irán y de Libia a Túnez.
A mediados de la década de 1970, Eni planeó una importante infraestructura para transportar gas natural a largas distancias, mediante la construcción del oleoducto Trans-mediterráneo.
Tras la inauguración del Oleoducto Transmediterráneo que conecta Argelia con Sicilia a través de Túnez, Eni firma un nuevo acuerdo con Libia para la explotación del mayor yacimiento petrolífero del centro del Mediterráneo, y desarrolla su papel internacional dentro de la industria petrolera.
En 1992, Eni se convirtió en una sociedad anónima por Decreto Ley y cotizó en la Bolsa de Valores de Italia y Nueva York en 1995.
De 1995 a 1998, Eni presentó cuatro ofertas de acciones con total éxito, ya que el 70% de sus activos de capital se vendieron a accionistas privados.
Después de obtener una licencia en 2006 para la exploración de un área costa afuera en el norte de Mozambique, Eni anunció varios descubrimientos importantes de gas natural entre 2011 y 2012.
Entre 2010 y 2020 Eni amplía su negocio a través de la creación de algunas sociedades participadas en varios sectores, por ejemplo el del transporte sostenible cuando en 2013 lanzó Enjoy, su servicio de car sharing, o el sector retail, con la creación en 2017 de su empresa minoritaria Eni gas e luce SpA, a partir del 7 de marzo de 2022 convertida en Eni Plenitude.
En 2021 compra la empresa comercializadora de luz y gas Aldro Energía con el fin de entrar en el mercado de la energía en España y Portugal.

## Sectores productivos
Los sectores productivos en los que opera Eni en 2021 son:
- Petróleo
- Gas natural
- Generación de energía eléctrica
- Ingeniería y construcción
- Industria petroquímica
- Estación de servicio

## Actividades productivas
Las actividades de Eni se ubican en el sector petrolero y de gas natural, petroquímica, producción de energía eléctrica e ingeniería de construcción. Con la venta de Snamprogetti a Saipem, Eni se convierte en una de las empresas a la vanguardia mundial en servicios de ingeniería offshore y onshore para la industria petrolera. Saipem a su vez también cotiza en la bolsa.
Desde la década de 2000, Eni ha iniciado una transición energética a favor de las energías renovables a través de la colaboración con varios socios e instituciones de investigación. En 2008, Eni firmó un acuerdo con el MIT para actividades de investigación energética destinadas a desarrollar tecnologías solares avanzadas, renovado en 2019.
En 2014 la refinería convencional de Porto Marghera se convirtió en una planta de biorrefinería con el objetivo de transformar materias primas de origen biológico en biocombustibles de alta calidad.
En 2018 se inauguró la primera planta fotovoltaica en el centro industrial de Assemini, en 2019 se inició la construcción de la segunda planta fotovoltaica en Porto Torres, ambas en Cerdeña. En 2019 comienzan también las actividades de la biorrefinería Gela, una planta innovadora para la producción de biocombustibles.
En 2018 Eni se convirtió en el primer accionista de la empresa estadounidense Commonwealth Fusion Systems (CFS), una spin-out del Instituto de Tecnología de Massachusetts (MIT) en Boston. El CFS tiene como objetivo construir un reactor de fusión basado en tecnología tokamak, mucho más compacto y económico en comparación con otros proyectos existentes como el internacional del ITER. El 5 de septiembre de 2021, CFS construyó y probó con éxito un prototipo a escala 1: 1 de un imán basado en superconductores HTS (superconductores de alta temperatura). El experimento demostró por primera vez que es posible crear una cámara de fusión en la que el confinamiento del plasma está asegurado por este tipo de superimanes. Este tipo de cámara de fusión permitirá que el reactor alcance las altísimas temperaturas, por encima de los 100 millones de grados, necesarias para hacer posible la fusión controlada de deuterio y tritio y producir energía sostenible.

## Divisiones
Eni se encuentra organizada en tres grandes divisiones operativas:
- División E&P (Exploration and Production), cuyas actividades son la exploración y producción de hidrocarburos.
- División G&P (Gas and Power), cuyas actividades son la producción y comercialización de gas natural y de energía eléctrica.
- División R&M (Refining and Marketing), cuyas actividades son la refinación del petróleo y comercialización de sus derivados.

## Principales accionistas
Los principales accionistas de Eni son:
- La República Italiana, a través del Ministerio de Economía y Finanzas, que posee el 1,99%
- La Cassa Depositi e Prestiti (Caja de Depósitos y Préstamos, de la cual el 82,77% es también controlado por el Ministerio de Economía y Finanzas), con 28,5%.[31]

## Estructura empresarial
Eni tiene además participación en las siguientes empresas:
- Azule Energy Angola SpA, anteriormente Eni Angola SpA (combina los negocios upstream, GNL y solar de Angola de Eni y BP)
- Enibioch4in (producción de biometano)
- Eni España Comercializadora de Gas (Comercialización gas natural España)
- Eni Next LLC (Empresa de capital de riesgo corporativo del grupo Eni)
- Eni Plenitude (Producciòn y comercialización de gas y electricidad)
- EniPower (Energía eléctrica)
- EniProgetti (Servicios de ingeniería)
- Eni Rewind (Química y petroquímica)
- Enilive SpA, anteriormente Eni Sustainable Mobility SpA (empresa dedicada a la movilidad sostenible y al suministro de servicios y productos descarbonizados)
- Eniverse (Empresa Corporate Venture Builder para la innovación tecnológica)
- Export LNG Ltd (es propietaria de la planta de licuefacción flotante Tango FLNG en la República del Congo)
- LNG Shipping SpA (transporte marítimo de gas natural licuado)
- Saipem (Perforación y construcción de plataformas)
- Versalis (Química básica, petroquímica y plásticos)